# 동정군
동정군(洞庭郡)은 지금의 후난성 지역에 있었을 것으로 추정되는 중국의 옛 군이다. 기존 전래 문헌에는 전혀 나타나지 않았으나 2002년 발견된 이야진간(里耶秦簡)에 처음으로 존재가 확인되었으며, 이를 통해 기존 후난성 지역에 있는 것으로 알려진 진나라의 검중군·장사군·창오군, 한나라의 장사군·무릉군 등에 대한 새로운 논의가 시작되는 계기를 만들었다.

## 위치
기존에는 진나라에서 초나라의 무군(巫郡)·검중군(黔中郡)을 정복해 새로 검중군을 세우고, 검중군에서 장사군을 분할한 것으로 여겼다. 그러나 이야진간에서는 둥팅호 주변에 동정군·창오군·남군의 이름은 보이나 검중군·장사군의 이름이 나타나지 않는다. 한편 이야진간 중 동정군과 관련된 기록을 살펴보면 천릉(遷陵)·유양(酉陽)·익양(益陽)·영양(零陽)·잔릉(孱陵)·삭(索)·임원(臨沅) 등의 지명이 나타나는데, 이를 이어보면 대략 상수(湘水)·원수(沅水)·풍수(灃水) 유역과 충칭 시의 일부에 이른다. 이를 바탕으로 진나라의 장사군은 사실 동정군의 오기이며, 이후 동정군을 분할해 장사군과 무릉군을 설치한 것과 혼동한 것으로 보는 견해가 있다.
한편, 위의 논의에서 장사군을 동정군의 영역에 포함시키는 주 원인은 장사군 익양현인데, 이에 대한 이견이 있다. 익양은 동정군이 아니라 동정군 외부의 현으로서 동정군과 상호작용을 하기 때문에 기록된 것이라는 견해로, 한대의 장사군 지역은 동정군의 영역이 아니었다는 것이다. 이는 후난 성을 지나는 장강의 큰 네 지류인 상수·원수·풍수·자수(澬水) 중 원수·풍수와 상수·자수 유역은 설봉산(雪峰山)이 자연 경계로 갈라지기에 상호간의 교류가 미약하다는 점에도 기인한다. 이에 따라 원수·풍수 유역만이 동정군의 영역이었을 것으로 보는 논의가 있으며, 한나라의 행정구역으로 보면 대략 무릉군의 영역과 비슷해진다. 비슷한 논의를 거쳐서 익양현에 더해 한대의 무릉군에 속하는 한산(佷山)현과 잔릉(孱陵)현을 동정군이 아닌 남군의 관할로 빼기도 한다. 이 경우 장사군은 동정군과는 무관하게 창오군의 옛 이름으로 보기도 하고, 동정군·창오군과 공존했다고 보기도 한다.

## 군수
다음 군수 목록은 이야진간에서 나타나는 군수들의 이름을 정리한 것이다.
- 군수 예(禮), 시황제 27년(기원전 220년) 2월 - 3월, 28년(기원전 219년) 6월, 34년(기원전 213년) 6월
- 임시 군수 창(昌), 시황제 27년 11월
- 임시 군수 의(齮), 시황제 31년(기원전 216년) 6월
- 임시 군수 아무개[5], 시황제 33년(기원전 214년) 정월
- 임시 군수 색(齰), 시황제 33년 2월
- 임시 군수 역(繹), 시황제 34년 7월, 8월

## 속현
- 잔릉(孱陵), 천릉(遷陵), 유양(酉陽), 임원(臨沅), 영양(零陽), 경릉(竟陵), 예양(醴陽), 삭(索), 곤양읍(昆陽邑)[6]
- 천릉(遷陵), 유양(酉陽), 영양(零陽), 임원(臨沅), 삭(索), 원릉(沅陵), 무양(無陽), 충(充), 문잔(門淺), 상연(上衍), 신무릉(新武陵), 원양(沅陽), 봉(蓬), 상주(上軴), 담성(鐔成), 진양(辰陽)[4]

## 치소
치소에 대해서는 임상(臨湘), 임원(臨沅), 원릉(沅陵), 장사(長沙), 삭(索), 신무릉(新武陵)→임원(臨沅)→원양(沅陽) 등의 설이 있다.